# Sera Myu

Sera Myu (セラミュ), abréviation romanisée de Sailor Moon Musical (セーラームーン・ミュージカル) est le nom données aux comédies musicales adaptées de la franchise Sailor Moon. Au 8 avril 2017, on compte 34 comédies musicales différentes et plus de 800 représentations à travers tout le Japon. 

## Principe
La série Sailor Moon a été adaptée en une trentaine de comédies musicales et ce dès le succès du manga et du dessin animé en 1993. Appelées Sera Myu (セラミュ), abréviation romanisée de Sailor Moon Musical (セーラームーン・ミュージカル), les comédies musicales Sailor Moon sont au nombre de 30 et comptabilise plus de 800 représentations entre 1993 et 2005,. Les adaptations sont mises en scènes par Bandai et sont jouées généralement deux fois dans l'année : en été, au Sunshine Theatre du quartier Ikebukuro de Tokyo et en hiver en tournée dans les villes principales du Japon, dont Fukuoka, Osaka, Sendai ou Fukushima. La version hivernale de la comédie musicale est souvent revue : les promoteurs apposent alors le suffixe kaiteiban (改訂版, litt. « édition révisée ») au nom de la production en cours.
La plupart des comédies musicales Sailor Moon sont pour la plupart des adaptations des arcs narratifs du manga et du dessin animé. D'autres proposent une histoire originale avec de nouveaux personnages et revisitent notamment le mythe de Dracula. Les comédies musicales sont jouées sans discontinuité de 1993 jusqu'en 2005, où la série est mise en suspens par Bandai. Elles ne reprennent que sept ans plus tard, avec la production de La Reconquista, jouée du 13 au 23 septembre 2013 au AiiA-Theater de Tokyo. Cette nouvelle comédie musicale est écrite et réalisée par Takuya Hiramitsu avec des musiques de Toshihiko Sahashi,.

## Liste des comédies musicales

### Bandai(1993-2005)

#### First Stage
Avec Anza Ohyama dans le rôle de Sailor Moon:
- Sailor Moon - Gaiden Dark Kingdom Fukkatsu Hen (été 1993)
- Sailor Moon - Gaiden Dark Kingdom Fukkatsu Hen (Kaiteiban) (hiver 1994)
- Sailor Moon Super Spring Festival (printemps 1994)
- Sailor Moon S - Usagi Ai no Senshi e no Michi (été 1994)
- Sailor Moon S - Henshin - Super Senshi e no Michi (hiver 1995)
- Sailor Moon S - Henshin - Super Senshi e no Michi (Kaiteiban) (printemps 1995)
- Sailor Moon SuperS - Yume Senshi - Ai - Eien ni... (été 1995)
- Sailor Moon SuperS - (Kaiteiban) Yume Senshi - Ai - Eien ni... Saturn Fukkatsu Hen! (hiver 1996)
- Sailor Moon SuperS Special Musical Show (printemps 1996)
- Sailor Moon Sailor Stars (été 1996)
- Sailor Moon Sailor Stars (Kaiteiban) (hiver 1997)
- Eien Densetsu (été 1997)
- Eien Densetsu (Kaiteiban) - The Final First Stage (hiver 1998)

#### Second stage
Avec Fumina Hara dans le rôle de Sailor Moon:
- Shin Densetsu Kourin (été 1998)
- Kaguya Shima Densetsu (printemps 1999)
- Kaguya Shima Densetsu (Kaiteiban) Natsuyasumi! Houseki Tankentai (été 1999)

Avec Miyuki Kanbe dans le rôle de Sailor Moon:
- Shin / Henshin - Super Senshi e no Michi - Last Dracul Jokyoku (hiver 2000)
- Kessen / Transylvania no Mori - Shin Toujou! Chibi Moon wo Mamoru Senshi-tachi (été 2000)
- Kessen / Transylvania no Mori (Kaiteiban) - Saikyou no Kataki Dark Cain no Nazo (hiver 2001)
- Last Dracul Saishuu Shou - Chou Wakusei Death Vulcan no Fuuin (printemps 2001)

Avec Marina Kuroki dans le rôle de Sailor Moon:
- Tanjou! Ankoku no Princess Black Lady (été 2001)
- Tanjou! Ankoku no Princess Black Lady (Kaiteiban) - Wakusei Nemesis no Nazo (hiver 2002)
- 10th Anniversary Festival - Ai no Sanctuary (printemps 2002)
- Mugen Gakuen - Mistress Labyrinth (été 2002)
- Mugen Gakuen - Mistress Labyrinth (Kaiteiban) (hiver 2003)
- Starlights - Ryuusei Densetsu (été 2003)
- Kakyuu-Ouhi Kourin - The Second Stage Final (hiver 2004)

#### Third stage
Avec Marina Kuroki dans le rôle de Sailor Moon:
- Shin Kaguya Shima Densetsu - New Legend of Kaguya Island (été 2004)
- Shin Kaguya Shima Densetsu (Kaiteiban) - Marinamoon Final (hiver 2005)

### Nelke Planning productions (2013-Présent)
Avec Satomi Okubo dans le rôle de Sailor Moon:
- La Reconquista (2013)
- Petite étrangère (2014)
- Un nouveau voyage (2015)

Avec Hotaru Nomoto dans le rôle de Sailor Moon:
- Amour Eternal (2016-2017)
- Le Mouvement Final (2017)

Avec Riko Tanaka dans le rôle de Sailor Moon:
- Kaguya-hime no Koibito (2021)
- 30th Anniversary Musical Festival -Chronicle- (2022)

#### Nogizaka46 Musicals
Avec Mizuki Yamashita (Team Moon) et Sayuri Inoue (Team Star) dans le rôle de Sailor Moon:
- Nogizaka46 Version Musical (2018)

Avec Shiori Kubo dans le rôle de Sailor Moon:
- Nogizaka46 Version Musical (2019)

Avec Nagi Inoue (Team Moon) et Sugawara Satsuki (Team Star) dans le rôle de Sailor Moon:
- Nogizaka46 "5th Generation" Version Musical 2024 (2024)

#### The Super Live
Avec Kanae Yumemiya (Cast ❤/Team Paris) , Natsuki Koga (Cast ◆/Team Taipei)  et Tomomi Kasai (Cast ♪/ Team America)  dans le rôle de Sailor Moon:
- The Super Live (2018-2019, 2023)

Avec Yui Yokoyama (Team UK) et Riko Tanaka (Team USA) dans le rôle de Sailor Moon:
- The Super Live (2025)